# Brozzi
Brozzi − dzielnica Florencji, znajdująca się na zachód od centrum miasta, graniczy z Campi Bisenzio, do 1928 posiadała prawa miejskie.